# Eduard Pötzsch

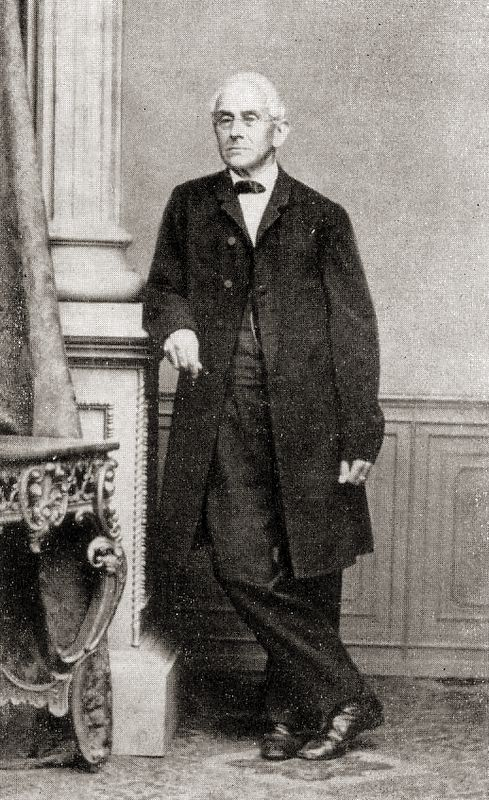
Eduard Pötzsch, Oktober 1866

Eduard Pötzsch (* 6. Juni 1803 in Leipzig; † 21. November 1889 ebenda; vollständiger Name: Christian August Eduard Pötzsch) war ein deutscher Architekt und Wegbereiter der Bahnhofsarchitektur.

## Leben und Wirken
Angeregt durch den Beruf seines Vaters, der Obermeister der Leipziger Maurerinnung war, erwarb Pötzsch bereits in jungen Jahren Kenntnisse auf dem Gebiet der Malerei und Architektur. 1820, bereits im Alter von 16 Jahren stellte er zahlreiche Architekturzeichnungen in der Dresdner Kunstakademie aus. Ab 1820 besuchte er die Kunstgewerbeschule Leipzig. Am 30. Oktober 1822 unternahm er seine erste Italienreise. Auf seiner Bildungsreise hielt er sich unter anderem in Mailand, Brescia, Verona, Vicenza, Padua, Venedig, Mantua, Parma, Modena, Bologna, Florenz, Siena, Rom, Sorrent und Neapel für längere Zeit auf. Er fertigte zahlreiche Zeichnungen und Skizzen von Landschaften und Architekturen sowie deren Details an. 
Pötzsch war von 1828 bis 1860 als Architekt am Bau vieler kommunaler und privater Gebäude in Leipzig beteiligt. Die wichtigsten seiner im spätklassizistischen Stil entworfenen Bauten waren die „Große Tuchhalle“ in der Hainstraße/Ecke Brühl (1837), das Haus für die Freimaurerlogen Apollo und Balduin zur Linde (1847), das Hotel de Pologne (1847/1848) und die ehemalige Centralhalle (1845). Besondere Verdienste erwarb er sich auf dem Gebiet der Bahnhofsarchitektur. Mit dem Dresdner Bahnhof, dem Leipziger Endbahnhof der Leipzig-Dresdner Eisenbahn, schuf er 1839 den ersten Kopfbahnhof Deutschlands, der zahlreiche Nachfolger haben sollte. Ein besonders wertvolles und erhaltenswertes Zeugnis der frühen Bahnhofsarchitektur stellt das ebenfalls von Pötzsch stammende Gebäudeensemble des 1844 eröffneten Bayerischen Bahnhofs in Leipzig dar. 
Pötzsch war Ehrenpräsident des Vereins Leipziger Architekten und Senior der Leipziger Architektenschaft. Er starb am 21. November 1889 und wurde auf dem Neuen Johannisfriedhof beigesetzt. Ein Teil seines Vermögens fiel auf testamentarische Anordnung hin an die Stadt Leipzig, die es unter anderem zur Förderung Leipziger Künstler einsetzen sollte. Seine Büchersammlung zur Baukunst vermachte er der Leipziger Stadtbibliothek.